# Cría de chinchillas

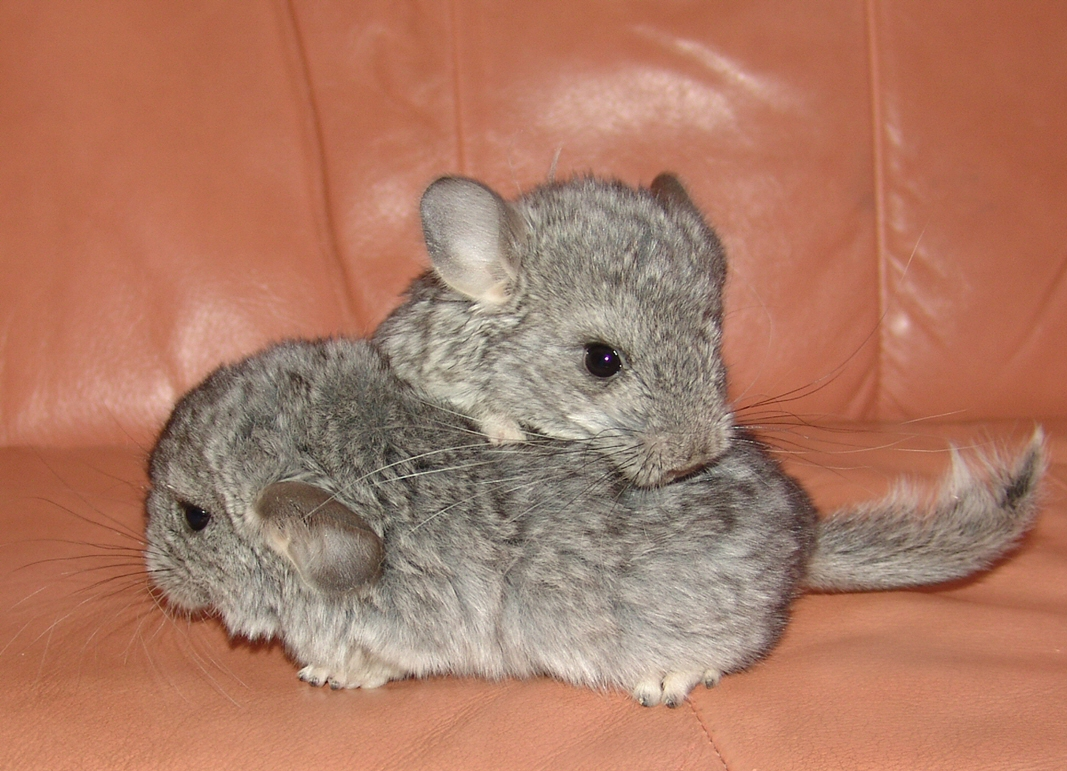
Crías de chinchillas.

Cría de chinchillas se denomina a la actividad de explotación de dichos animales; debido a que su pelaje es muy utilizado en la industria de artículos de lujo y al estar en peligro de extinción, nacieron éstos criaderos en donde las mismas nacen, crecen, se reproducen y finalmente terminan como materia prima para la fabricación de tapados entre otras cosas. El hecho de que existan éstos criaderos facilita la adquisición de piel de chinchilla y hace a este producto más asequible para los consumidores.

## Historia
La piel de chinchilla se comenzó a usar desde la época de los Incas y luego del descubrimiento de América fue muy buscada por los conquistadores. Se dice que un capitán le regaló un tapado de piel de chinchilla a Su Majestad en España para tapar de que no le había pagado los impuestos. En 1920, el ingeniero Dom Chapman se llevó de la Cordillera de Los Andes, 3 hembras y 8 machos para criarlos en cautiverio. Recién en 1950 las curtiembres de todo el mundo empezaron a solicitar estas pieles pero durante las décadas del 60-70-80, con el movimiento ecologista mundial, su demanda bajó, pero al demostrarse que se usaban pieles provenientes de criaderos que no perjudicaban la especie salvaje su venta subió de nuevo.
Actualmente la cría de chinchillas es una de las actividades más rendidoras, pero se necesita mucho dinero para comenzar.

## Cría

### Jaulas
Existen dos tipos de jaula: La de cría o para familia y la de gazapos. Las jaulas se construyen con acero, que luego puede ser galvanizado en caliente o vendido sin galvanizar.
Jaula de cría: Estas jaulas miden 35cmx35cmx55cm y poseen al final un túnel de 11cmx11cm por donde pasa el macho. En cada jaula este túnel posee una abertura por donde pasa el macho, pero cuando la hembra está preñada se debe cerrar el túnel, por eso, existe una reja para evitar visitas indeseadas del macho.

### Camas
Se le llama cama al relleno de las jaulas, que es donde duermen las chinchillas. Existen dos tipos de camas: de viruta de madera y de mineral. 
Cama de viruta: Esta cama consiste en viruta de madera blanca, como el pino o el álamo. No se debe usar maderas con taninos oscuros como el roble, ya que el orín de los animales los activa, manchándoles la panza y haciendo disminuir su cotización futura.
Sus ventajas son: no levanta polvo, lo que es bueno para los pulmones(tanto del criador como del animal), sirve también como alimento y les resulta muy cómodo a las chinchillas el estar allí. Sus desventajas son que hay que cambiarla cada semana, se moja fácilmente y hay que aplicarle un "baño" de carbonato de calcio para mantener el pelaje limpio, lo que genera una polvareda terrible, que es dañina para los pulmones en gran medida.
Cama mineral: esta cama se compone de diatomita, aunque se encuentra de bentonita(que no es muy recomendable). Sus ventajas son: hace de sustituto del baño y es más económica porque solo se cambia cada 2/3 semanas. La desventaja es que genera mucho polvo.
Existe una combinación entre éstas, pero no es útil ya que al tener viruta, se debe cambiar cada semana, en vez de cada 10 días.

### Agua
El agua a suministrar a las chinchillas debe ser agua corriente a la cual debe hacérsele un análisis bacteriológico cada 6 meses para evitar enfermedades. También se le debe agregar hipoclorito de sodio o lavandina a razón de 1 gota por cada litro de agua, a fin de eliminar los microbios nocivos para los animales.
Existen dos maneras de suministrar agua: por picos o por botellas. El sistema por picos es un sistema de mangueras que conectan unos picos que tienen un vástago que cuando lo muerden deja pasar el agua. Las mangueras negras(son las mejores ya que evitan la proliferación de algas), parten de un bidón de 5 a 10 litros y recorren todos los picos. Una de las ventajas de este sistema es la practicidad, ya que se debe cambiar un solo bidón cada 3 días; otra es que de esta manera se puede aplicar medicamentos a todo el bastidor. Su principal desventaja es que aumenta el riesgo de proliferación de enfermedades al estar todos tomando de la misma agua. En cuanto a las botellas, esta representan para el criador de chinchillas un gran problema puesto que debe retirarlas de a una y llenarlas, previa desinfección. Su ventaja es que el criador está consciente de si la chinchilla bebe o no y cuánto, aparte de reducir las probabilidades de proliferación de enfermedades.
- Datos: Q5792707